# 희망대초등학교
희망대초등학교는 대한민국 경기도 성남시 수정구에 있는 공립 초등학교이다.

## 학교 연혁
- 1970년 11월 3일 신탄국민학교 설립 인가
- 1971년 3월 2일 성남국민학교에서 개교
- 1971년 9월 22일 희망대국민학교로 개칭
- 1996년 3월 1일 희망대초등학교로 개칭
- 2003년 6월 15일 전국소년체육대회 초등 야구부 금메달
- 2011년 3월 1일 제13대 조형춘 교장 취임
- 2011년 3월 1일 37학급 편성(특수 2, 유치원 2)
- 2012년 3월 1일 35학급 편성(특수 2, 유치원 2)
- 2013년 3월 1일 35학급 편성(특수 2, 유치원 2)
- 2014년 3월 1일 32학급 편성(특수 2, 유치원 2)
- 2014년 9월 1일 제14대 전만기 교장 취임
- 2015년 3월 1일 29학급 편성(특수 2, 유치원 2)